# Västanstångs kompani
Västanstångs kompani var ett kavalleri-kompani från 1600-talet fram till 1900-talet. Kompaniet tillhörde Andra livgrenadjärregementet.

## Socknar
Kompaniet bestod av soldater från följande socknar: Sankt Lars socken 6 soldater, Slaka socken 9 soldater, Kaga socken 9 soldater, Kärna socken 9 soldater, Skeda socken 15 soldater, Vikingstads socken 10 soldater, Sjögestads socken 11 soldater, Rappestads socken 3 soldater, Ledbergs socken 5 soldater, Västerlösa socken 14 soldater, Björkebergs socken 4 soldater, Vreta Klosters socken 18 soldater, Flistads socken 8 soldater, Ljungs socken 3 soldater, Viby socken 1 soldat, tillsammans 125 soldater.

## Personal

### Ryttmästare
- 1770–1771: Adam Ludvig Boije
- 1771–1772: Johan Georg Söderberg
- 1772–1773: Johan Axell Nisbeth
- 1773–1775: Carl Montgomery Carlsson

### Löjtnant
- 1699: Gustaf Roxman
- 1699: Carl Gustaf Lagerfelt
- 1760–1766: Arvid Fredrik Brummer
- 1766–1770: Carl Fredric von Feilitzen
- 1770–1771: Pehr Edelfelt
- 1771: Magnus Albreckt Wolffeldt
- 1771–1773: Hans Gustaf Adlerbaum
- 1773–1775: Gustaf Adolph Klingsporre

### Kornetter
- 1694: Hans Perss
- 1694–1699: Erik Bagge
- 1760: Gerhard Malkum Leijonhielm
- 1766: Johan Daniel Grönlund
- 1766–1774: Svante Banér
- 1774–1775: Lars Klöfwer
- 1775: Carl Adolph Edelfeldt

### Kvartermästare
- 1765: Gerhard Wilhelm Fock
- 1765–1775: Mårten Bangell

### Korpraler
- 1760: Lars Grevell
- 1760: Dan Rydberg
- 1760: Magnus Böman
- 1760: Magnus Ljungström